# 阿古山
6°52′N 0°45′E / 6.867°N 0.750°E

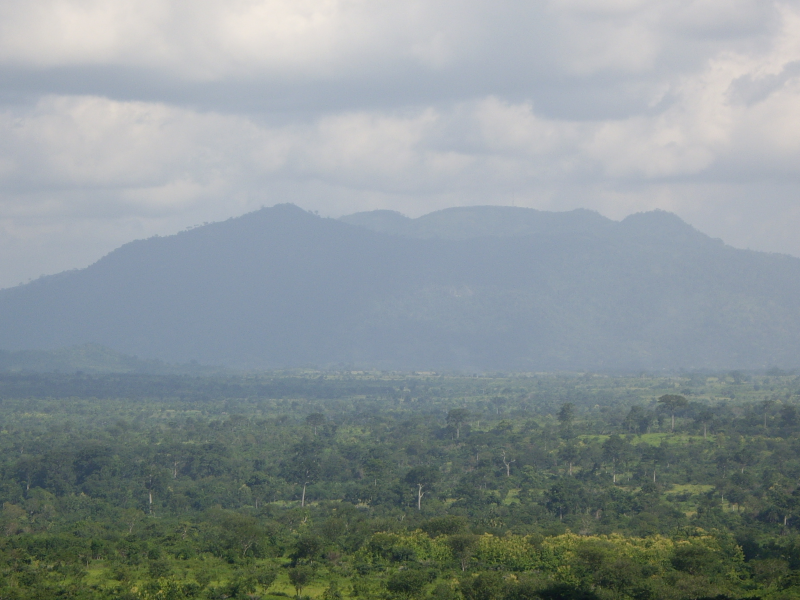

阿古山（法語：Mont Agou），是多哥的山峰，位於該國中南部，由高原區負責管轄，屬於多哥山脈的一部分，毗鄰與加納接壤的邊境，海拔高度986米。